# Du Li
Du Li (Xinès tradicional: 杜麗, pinyin: Dù Lì; nascuda el 5 de març de 1982 a Yiyuan, Zibo, Shandong) és una tiradora esportiva xinesa.

## Carrera
Du Li va competir als Jocs Olímpics d'Atenes 2004, on va guanyar la medalla d'or en la competència de carabina d'aire a 10 metres. Ella no va poder defensar el títol als Jocs Olímpics de Pequín 2008, perdent davant Kateřina Emmons el 9 d'agost de 2008, i acabant en cinquè lloc. No obstant això, es va recuperar i va guanyar una medalla d'or en la competició femenina de l'esdeveniment de rifle amb tres posicions a 50 m, establint un nou rècord olímpic en el procés. De nou no va ser capaç de defensar el seu títol en els Jocs Olímpics de Rio de Janeiro 2016, quedant en segon lloc després de Virginia Thrasher el 6 d'agost de 2016.
El 29 de novembre de 2009, Du es va casar amb el campió de tir olímpic xinès Pang Wei en Baoding, Hebei.